# Flughafen Bochtar

i8
i11
i13
Der Flughafen Bochtar (tadschikisch Фурудгоҳи байналмилалии «Бохтар», auch: Flughafen Baktrien, Фурудгоҳи байн‌алмилалии Бохтар, IATA-Code: KQT, ICAO-Code: UTDT) ist der internationale Flughafen der Stadt Bochtar (bis 2018 Qurghonteppa; früher Kurgan-Tjube) in der Provinz Chatlon im Südwesten Tadschikistans. Der Flughafen wird im Linienverkehr unter anderem von der nationalen Fluggesellschaft von Tadschikistan, der Fluggesellschaft Tajik Air bedient. Unter anderem bestehen Verbindungen nach Moskau in Russland.